# Leucocelis transvaalensis
Leucocelis transvaalensis är en skalbaggsart som beskrevs av Moser 1913. Leucocelis transvaalensis ingår i släktet Leucocelis och familjen Cetoniidae. Inga underarter finns listade i Catalogue of Life.